# Šport u 1906.
◄◄ | ◄ | 1903. | 1904. | 1905. | 1906.  | 1907. | 1908. | 1909. | ► | ►►
Arhitektura • Astronomija • Biologija • Film • Fotografija • Glazba • Kazalište • Kemija • Kiparstvo • Knjige • Književnost • Kršćanstvo • Meteorologija • Medicina • Planinarstvo • Politika • Pravo • Promet • Slikarstvo • Strip • Šport • Televizija • Znanost • Zrakoplovstvo • Željeznički promet
Šport u 1906.

## Svijet

### Osnivanja
- RC Lens, francuski nogometni klub
- Maccabi Tel-Aviv FC, izraelski nogometni klub
- 1. FC Union Berlin, njemački nogometni klub
- Sporting Clube de Portugal, portugalski nogometni klub
- Deportivo de La Coruña, španjolski nogometni klub

## Hrvatska i u Hrvata

### Osnivanja
- HROŠK Mostar, bosanskohercegovački nogometni klub
- HNK Segesta Sisak, hrvatski nogometni klub
- HŠK Concordia, hrvatski nogometni klub
- HAŠK, hrvatski nogometni klub

### Ostali događaji
- 28. listopada – odigrana prva javna međuklupska nogometna utakmica u Zagrebu

### Rođenja
- 11. kolovoza – Stjepan Ljubić, hrvatski biciklist († 1986.)

## Vanjske poveznice
|  | Zajednički poslužitelj ima još gradiva o temi Šport u 1906. |